# Козльонткув
Козльонткув (пол. Koźlątków) — село в Польщі, у гміні Ліскув Каліського повіту Великопольського воєводства.
Населення — 433 особи (2011).
У 1975-1998 роках село належало до Каліського воєводства.

## Демографія
Демографічна структура станом на 31 березня 2011 року:
|          | Загалом | Допрацездатний вік | Працездатний вік | Постпрацездатний вік |
| -------- | ------- | ------------------ | ---------------- | -------------------- |
| Чоловіки | 211     | 44                 | 140              | 27                   |
| Жінки    | 222     | 48                 | 123              | 51                   |
| Разом    | 433     | 92                 | 263              | 78                   |